# Paul von Klenau
Paul August von Klenau, född 11 februari 1883 i Köpenhamn, död 31 augusti 1946, var en dansk tonsättare och dirigent.

## Biografi
Klenau var lärjunge till Otto Malling (komposition) och Frederik Hilmer (violin). I tjugoårsåldern reste han till Tyskland, studerade under Max Bruch och Carl Halir i Berlin samt senare under Ludwig Thuille i München. Han verkade därefter som dirigent i Freiburg im Breisgau och i Stuttgart, där han även studerade under Max von Schillings. Åren 1920–26 ledde han i Köpenhamn det av honom grundade Dansk filharmonisk Selskabs konserter.
Som kompositör gjorde sig Klenau bemärkt med sin första symfoni i München 1908, och likaledes med sina tre följande symfonier (i Strasbourg och Dresden). Vidare märks enaktsoperan Sulamith (München 1913), operan Kjartan og Gudrun (Mannheim 1918), symfonisk diktning Paolo og Francesca samt baletten Lille Idas Blomster (Köpenhamn 1919), balladen Ebbe Skammelsøn för baryton och orkester (Paris), Gespräche mit dem Tod för alt och orkester samt en pianokvintett, en stråkkvartett och sånger.